# Sucessos de Ouro
Sucessos de Ouro é o segundo álbum de compilação da dupla sertaneja brasileira João Paulo & Daniel, lançado em 1997 pela Warner Music.

## Faixas

### Disco 1
| N.º | Título                     | Compositor(es)                                         | Duração |  |
| 1.  | "Paloma (La Paloma)"       | Julio Iglesias / Ramon Arcusa (Versão: Fernando Adour) | 4:32    |  |
| 2.  | "Caminhoneiro do Amor"     | Paraíso                                                | 3:12    |  |
| 3.  | "Aos Trancos e Barrancos"  | Edinho da Mata / Matogrosso                            | 3:01    |  |
| 4.  | "Gosto de Hortelã"         | Dimarco / José Antônio                                 | 2:59    |  |
| 5.  | "Desejo de Amar"           | Gabú / Marinheiro                                      | 3:46    |  |
| 6.  | "Tá Faltando Amor"         | Pinóchio / Daniel                                      | 3:14    |  |
| 7.  | "O Cheiro Dela"            | Rick / Renner                                          | 2:49    |  |
| 8.  | "Alguém"                   | César Augusto / Piska                                  | 3:23    |  |
| 9.  | "Só Dá Você Na Minha Vida" | Rick                                                   | 3:04    |  |
| 10. | "Hoje Eu Sei"              | Rick / Alexandre                                       | 3:53    |  |
| 11. | "Dia de Visita"            | Moacyr Franco                                          | 4:01    |  |
| 12. | "Eu Me Amarrei"            | Waldir Luz / Tivas                                     | 3:21    |  |

### Disco 2
| N.º | Título                                 | Compositor(es)                           | Duração |  |
| 1.  | "Cuida de Mim"                         | Edinho da Mata / Silmara Pierine         | 3:44    |  |
| 2.  | "Que Dure Para Sempre"                 | Peninha                                  | 4:19    |  |
| 3.  | "Rosto Molhado"                        | Ronaldo Adriano / José Fortuna           | 3:37    |  |
| 4.  | "Você Não Morre Mais"                  | Moacyr Franco                            | 3:27    |  |
| 5.  | "Toma Conta de Mim"                    | Lucas Robles / Roberto Merli             | 3:18    |  |
| 6.  | "Nelore Valente"                       | Sulino / Antônio Carlos                  | 4:08    |  |
| 7.  | "Com Qual Carícia"                     | Peninha                                  | 4:06    |  |
| 8.  | "Fazenda São Francisco (Maior Proeza)" | Paraíso / Jesus Belmiro                  | 3:06    |  |
| 9.  | "Minha Estrela Perdida"                | César Augusto / Piska                    | 4:09    |  |
| 10. | "Pedindo Bis"                          | Tivas / Waldir de Lazzari                | 3:01    |  |
| 11. | "Porque Fui Te Amar Assim"             | Rick                                     | 3:45    |  |
| 12. | "Estou Apaixonado (Estoy Enamorado)"   | Estéfano / Donato (versão: Carlos Colla) | 4:41    |  |

## Certificações
| Brasil (ABPD)                             | Ouro | 1998 | 100.000* |
| *número de vendas baseado na certificação |      |      |          |